# Ophioderma anitae
Ophioderma anitae är en ormstjärneart som beskrevs av Hotchkiss 1982. Ophioderma anitae ingår i släktet Ophioderma och familjen Ophiodermatidae. Inga underarter finns listade i Catalogue of Life.